# Стефан Алтъпармаков
Стефан Антонов Алтъпармаков е български кинооператор.

## Биография
Роден на 9 януари 1949 година в София.
Завършил кинооператорско майсторство през 1974 г. в Москва. Работил е като кинооператор на редица игрални и документални филми.
Филмовата новела „От къде се знаем“, чийто оператор е той, е удостоена с многобройни национални и интернационални награди.
През 2001 г. документалнят филм „И мойте песни все ще се четат“ за Иван Вазов е получил наградата на критиката на 13-ия Фестивал на неигралните филми в Пловдив.
Като оператор на свободна практика Стефан Алтъпармаков е снимал редица филми за Българската национална телевизия.
Оператор е на повече от 200 документални, учебни, рекламни и игрални филми. Между които „Любовна история от миналия век“ – документален филм по поръчка на Министерството на културата в Япония. Този филм също е спечелил ред награди на интернационални фестивали, излъчван е също така многократно по телевизията в България и Япония.
В много от тези филми той работи заедно с брат си режисьора Андрей Алтъпармаков.
През 2005 г. документалният филм „Служебен защитник“, чийто оператор е той, а режисьор – брат му Андрей Алтъпармаков, печели наградата на журито на 15-ия Фестивал на българския неигрален филм в Пловдив и е излъчен 5 пъти по БНТ.
От 1996 г. Стефан Алтъпармаков е хоноруван преподавател, а от 2006 г. редовен преподавател по операторско майсторство в ЮЗУ „Неофит Рилски“, Благоевград.
Дъщеря му Людмила Цалбрукнер (родена Алтъпармакова) е лекар-радиоонколог в Австрия, a другата му дъщеря Таня Алтъпармакова е еколог.

## Филмография
1973 – 1974, Военна киностудия, София
- „От къде се знаем“
- „Инстукторът“
- „Към върха“

- Рицарят на бялата дама 1982, 3 серии

1977 – 1991, Студия за игрални филми „Бояна“
- „Cтрогият от квартал Aкация“
- „Kрасивата непозната“
- „AK Балкан“
- „Oмагьосаният кръг“

1995 – 2001, „Булфилм“, „Студио Спектър“, СТФ „Екран“
- „И моите песни все ще се четат“
- „Любовна история от миналия век“

2002 – 2005, „Булфилм“
- „Служебен защитник“
- „Ние, долуподписаните“
- „Апостолите“

2007 – 2010, „Булфилм“
- „Далматинци под знамето на Бенковски“
- „Ритъмът на времето“
- „Ние, долуподписаните“
- „И моите песни все ще се четат“
- „Заложници“
- „Другарски срещи“
- „Възторг и равносметка на един исторически акт“